# Moryké Fofana
Pour les articles homonymes, voir Fofana.
Moryké Fofana, né le 23 novembre 1991 à Grand-Bassam, est un footballeur ivoirien, évoluant au poste d'attaquant à Samsunspor.

## Biographie
Moryké fait ses débuts dans le football à l'EF Yéo Martial en Côte d'Ivoire avant de rejoindre en 2012 la Norvège et le club de Lillestrøm. Son premier match en Norvège se solde par la défaite de son club de Lillestrøm contre Sogndal le 7 octobre 2012 sur le score de 1-0. Au total, Fofana inscrit 18 réalisations en 85 rencontres durant plus de trois saisons.
Il signe le 20 juillet 2015 avec le FC Lorient pour un transfert estimé à 200 000 euros.
Le 10 janvier 2017, il quitte Lorient pour le club turc de Konyaspor.

## Palmarès
- Coupe de Turquie : 2017